# Forshems gästgivaregård
Forshems gästgivaregård är Sveriges äldsta gästgiveri som ligger i Forshem i Götene kommun. 
Gästgivaregården har rötter från senare delen av 1200-talet. Det har funnits en gästgivaregård på nuvarande plats sedan 1564. Den hette tidigare Korsgården, men bytte 1627 namn till Gästgivaregården.
Verksamheten på gästgivaregården lades ned 1919. Byggnaden räddades  1967 från rivning av Forshem-Fullösa Hembygdsförening. Efter det att den restaurerats togs den åter i bruk som matställe 1991. År 2005 sålde hembygdsföreningen byggnaden till Miriam och Stefan Johansson, gästgivare där sedan 1991, den 34:e i ordningen sedan 1564.